# Heinrich Eiber
Heinrich Eiber (* 7. Juni 1915 in Hocha; † 20. März 2005 in Waldmünchen) war ein deutscher Landwirt und Politiker (CSU).

## Leben
Eiber besuchte von 1921 bis 1931 die Volks- und Volksfortbildungsschule und machte die Ausbildung in der Landwirtschaft. Nach Schulentlassung war er in Fremdbetrieben und auf dem elterlichen Hof tätig sowie bis 1936 im Katholischen Jugendmännerverband engagiert. 1938 übernahm er den Hof seiner Eltern. Er nahm am Zweiten Weltkrieg teil und saß in sowjetischer Kriegsgefangenschaft.
Nach der Entlassung war er Gründungsmitglied des Bayerischen Bauernverbandes, bei dem er von 1961 bis 1972 Präsident im Bezirksverband Oberpfalz war.
Eiber war 1945 Gründungsmitglied der CSU in Waldmünchen sowie in mehreren Ortsverbänden. 1946 wurde er in den Stadt- und Kreistag von Waldmünchen gewählt. Von 1949 bis 1956 war er Bürgermeister der Gemeinde Hocha. Von 1954 bis 1966 gehörte er dem Bayerischen Landtag an, stets direkt gewählt im Stimmkreis Cham – Waldmünchen – Neunburg vorm Wald. 1964 wurde er zum Landrat des Landkreises Waldmünchen gewählt, dieses Amt führte er bis zur Auflösung des Kreises 1972 aus, danach war er bis 1990 stellvertretender Landrat des neuen Landkreises Cham. Von 1970 bis 1981 gehörte er dem Bayerischen Senat für die Gruppe Land- und Forstwirtschaft an. Von 1978 bis 1984 war er noch einmal Bürgermeister, diesmal von Waldmünchen.
1968 wurde Heinrich Eiber von Kardinal-Großmeister Eugène Kardinal Tisserant zum Ritter des Ritterordens vom Heiligen Grab zu Jerusalem ernannt und am 8. Juli 1968 in München durch Lorenz Kardinal Jaeger, Großprior der deutschen Statthalterei, in den Päpstlichen Ritterorden investiert.

## Ehrungen und Auszeichnungen
- 1968: Ritterschlag zum Ritter vom Heiligen Grab
- 1964: Bayerischer Verdienstorden